# Podomyrma tristis
Podomyrma tristis är en myrart som beskrevs av Vladimir Aphanasjevich Karavaiev 1935. Podomyrma tristis ingår i släktet Podomyrma och familjen myror. Inga underarter finns listade i Catalogue of Life.